# 羽狀椒雀鯛
羽狀椒雀鯛（学名：Plectroglyphidodon imparipennis），又名明眸固曲齒鯛、厚殼仔，为輻鰭魚綱雀鯛科椒雀鯛屬下的一个种。该物种分布于印度洋-太平洋海域，西至莱恩群岛和皮特凯恩群岛，北至菲律宾和琉球群岛，深度0至15公尺，本魚體呈橢圓形且側扁，口小，體被櫛鱗，體色淡灰色，尾柄及各鰭通常為黃色，眼中部具一黑色橫帶，背鰭硬棘12枚，背鰭軟條14-15枚，臀鰭硬棘2枚，臀鰭軟條11-12枚，體長可達6公分，棲息在臨海礁石區的湧浪區，屬雜食性，以藻類及小型無脊椎動物為食，生活習性不明。

## 扩展阅读
- 維基物種上的相關：羽狀椒雀鯛